# Acanthophragma polaris
Acanthophragma polaris är en mossdjursart som beskrevs av Hayward 1993. Acanthophragma polaris ingår i släktet Acanthophragma och familjen Lepraliellidae. Inga underarter finns listade i Catalogue of Life.